# Купер, Кристин
Кристин Элизабет Купер (англ. Christin Elizabeth Cooper, род. 8 октября 1959 года, Лос-Анджелес) — американская горнолыжница, призёр Олимпийских игр и чемпионата мира, победительница этапов Кубка мира. Наиболее удачно выступала в слаломных дисциплинах.
В Кубке мира Купер дебютировала 26 января 1977 года, в декабре 1981 года одержала свою первую в карьере победу на этапе Кубка мира, в комбинации. Всего имеет на своём счету 5 побед на этапах Кубка мира, по 2 в слаломе и комбинации и 1 в гигантском слаломе. Лучшим достижением в общем зачёте Кубка мира, является для Купер 3-е место в сезоне 1981/82.
На Олимпийских играх 1980 года в Лейк-Плэсиде заняла 7-е место в гигантском слаломе и 8-е место в слаломе.
На Олимпийских играх 1984 года в Сараево завоевала серебряную медаль в гигантском слаломе, лишь 0,02 секунды выиграв у ставшей третьей француженки Перрин Пелан, при этом Купер лидировала после первой попытки, но не совсем удачно прошла вторую, кроме того стартовала в слаломе, но сошла в первой попытке.
За свою карьеру участвовала в трёх чемпионатах мира, на чемпионате мира 1982 года завоевала три медали, два серебра и бронзу.
Завершила спортивную карьеру в 1984 году. В дальнейшем работала спортивным журналистом на каналах CBS и NBC.

## Победы на этапах Кубка мира (5)
| № | Сезон   | Дата            | Место            | Дисциплина        |
| - | ------- | --------------- | ---------------- | ----------------- |
| 1 | 1981/82 | 21 декабря 1981 | Сен-Жерве-ле-Бен | Комбинация        |
| 2 | 1981/82 | 23 января 1982  | Берхтесгаден     | Слалом            |
| 3 | 1981/82 | 27 марта 1982   | Монженевр        | Слалом (2)        |
| 4 | 1982/83 | 17 декабря 1982 | Пьянкавальо      | Комбинация (2)    |
| 5 | 1983/84 | 7 марта 1984    | Лейк-Плэсид      | Гигантский слалом |